# Tino Costa
Alberto Facundo 'Tino' Costa (Las Flores, 9 januari 1985) is een Argentijns voetballer die bij voorkeur als middenvelder speelt. Hij verruilde in juli 2013 Valencia CF voor Spartak Moskou.

## Clubcarrière

### Via Guadeloupe naar Montpellier
Op z'n 17e verliet Tino Costa z'n geboorteland Argentinië om te voetballen in Guadeloupe. Na omzwervingen bij Racing Basse-Terre, Racing Club, Pau en Sète kwam hij uiteindelijk bij Montpellier terecht. Tijdens het seizoen 2008-2009 hielp Costa Montpellier mee aan de promotie naar de Ligue 1. Op de laatste speeldag van het seizoen scoorde Costa de winning goal tegen RC Straatsburg, dat ook in de running was voor promotie. In totaal scoorde hij 15 doelpunten in 66 wedstrijden voor Montpellier.

### Valencia
Op 1 juli 2010 tekende Costa een vijfjarig contract bij Valencia CF. De Spanjaarden betaalden 6,5 miljoen euro voor hem. In z'n Champions Leaguedebuut scoorde hij meteen z'n eerste doelpunt. In de met 0-4 gewonnen wedstrijd tegen het Turkse Bursaspor scoorde hij van op 30 meter. Op 18 december scoorde hij z'n tweede competitiedoelpunt tegen Real Sociedad vanop 35 meter.

### Spartak Moskou
Op 5 juni 2013 tekende Costa een vierjarig contract bij Spartak Moskou. Hij werd door Valencia CF voor £ 6.160.000 (ongeveer € 7.250.000) verkocht.

## Interlandcarrière
Op 1 juni 2011 maakte Costa zijn debuut voor het Argentijns nationaal elftal. Hij mocht in de basis starten in de oefenwedstrijd tegen Nigeria. Op 14 november 2012 mocht hij in de oefenwedstrijd tegen Saoedi-Arabië in de basiself starten. In de rust werd hij gewisseld voor Ricardo Alvarez.